# Ухане (гмина)
Ухане (пол. Uchanie) — сельская гмина (волость) в Польше, входит как административная единица в Хрубешувский повет, Люблинское воеводство. Население — 5114 человек (на 2004 год).

## Соседние гмины
1. Гмина Бялополе
2. Гмина Грабовец
3. Гмина Хрубешув
4. Гмина Тшещаны
5. Гмина Войславице